# As Coisas lá de Casa
As Coisas lá de casa e uma série de desenho animado criado por José Miguel Ribeiro, premiada em vários festivais.

## Sinopse
Vinte seis pequenas histórias feita a partir de plasticina, estrelado pelas coisas encontradas em casa: a faca e o garfo, a aspirador e o tapete, panela e batedor. Os episódios são acompanhados por músicas cantadas por duas meninas (filhas do diretor).

## Episódios
1. A Antena e a Televisao[11]
2. A Aspirador e o Tapete
3. O Balde e a Esfregona
4. O Bolo e a Forma
5. A Bota e o Atacador
6. O Guarda-chuva e as Galochas
7. O Candeeiro e o Interruptor
8. As Coisas da Frasqueira
9. A Escova e a Pasta
10. A Faca e o Garfo
11. O Lápis e a Borracha
12. Os Libros e a Estante
13. O Globo e a Luna
14. Os Pregos e o Martelo
15. A Mesa e as Cadeiras
16. Os Óculos e o Jornal
17. A pá e a Vassoura
18. A panela e a Varinha Mágica
19. Os Dois Quadros
20. A Poupa e as Molas
21. O Telefone e a Lusta
22. A Tesoura e a Agulha
23. A Torrada e a Torradeira
24. As Velas e o Castiçal
25. As Chávenas e a Cristaleira
26. O Álbum e as Fotos

## Prêmios

### Cinanima- Portugal
| Ano  | Categoria                  | Resultado |
| ---- | -------------------------- | --------- |
| 2002 | Melhor Argumento Português | Venceu    |
| 2002 | Melhor Filme Português     | Venceu    |

### Caminhos do Cinema Português - Portugal
| Ano  | Categoria                          | Resultado |
| ---- | ---------------------------------- | --------- |
| 2003 | Prémio de Melhor Animação em Video | Venceu    |
| 2003 | Prémio do Público                  | Venceu    |

### Cartoons on the Bay - Itália
| Ano  | Categoria                                                  | Resultado |
| ---- | ---------------------------------------------------------- | --------- |
| 2003 | Melhor série de animação para crianças com menos de 6 anos | Indicado  |

### Ulisses - Festival Internacional de Cinema e Televisão para Crianças - Portugal
| Ano  | Categoria               | Resultado |
| ---- | ----------------------- | --------- |
| 2003 | Prémio do Júri Infantil | Venceu    |

### AniMadrid 2003 - Festival de Cinema de Animação – Espanha
| Ano  | Categoria                           | Resultado |
| ---- | ----------------------------------- | --------- |
| 2003 | Prémio de Melhor Série de Televisão | Venceu    |